# Abibou Garba
Abibou Garba est un entrepreneur et journaliste nigérien.

## Biographie

### Formation
Journaliste de formation (ESJ Paris), il commence sa carrière en 1998 en tant que directeur général de Ténéré FM, appartenant à Hama Hima Souley, dont il est le neveu.
Le 21 juin 2006, l'assemblée générale constitutive de l'APPTA, le nomme à titre de secrétaire général du bureau exécutif.
Après avoir lancé la Télévision Ténéré, il quitte cette entreprise pour fonder la Radio Télévision Dounia en février 2007.
Le 1er avril 2009, Abibou Garba, alors directeur général de la Radio Télévision Dounia, est placé en état d'arrestation à la suite d'accusations de diffusion de fausses nouvelles. La diffusion problématique se serait déroulée lors d'un débat télévisé concernant la venue du président français Nicolas Sarkozy pour une question d'exploitation de mine d'uranium.